# 日本雇用創出機構
株式会社日本雇用創出機構（英文名称：Nihon Employment Creatiorn Organization Inc.）は、東京都千代田区大手町に本社を置く株式会社パソナグループ（英称：Pasona Group Inc.）の子会社。

## 概要
2011年11月1日に株式会社関東雇用創出機構と、株式会社関西雇用創出機構のシニア就労支援事業を一本化し、事業開始。
2016年3月、田辺三菱製薬が早期退職勧奨対象とされたが応じなかった約30人の、再就職先探しのための出向先に活用していたことが判明。内部では“辞めさせ出向部屋”と呼ばれていたという。

## 事業内容
- 企業の定年退職者の「就労」及び「能力開発」支援
- 中高年人材の「就労」及び「能力開発」支援

## 株主もしくは賛助会員
- 参画企業を参照。

## 参考
- 自治体の「東京事務所」を外注　福岡・糸島市 （qBiz 西日本新聞経済電子版） - Yahoo!ニュース

- パソナグループ | 日本雇用創出機構 地方自治体向け 『東京事務所サービス』 7月開始
- パソナグループ | 日本雇用創出機構 「起業家誘致・人材サイクル事業」 募集開始
- パソナグループ | 全国の隠れた名産品が集結するマルシェイベント 5/24(金)開催
- パソナグループ | 日本雇用創出機構 『地域活性プロデュース事業』を3月より開始
- パソナグループ | 『株式会社 日本雇用創出機構』 11月事業開始